# Fontenay-Trésigny
Fontenay-Trésigny là một xã ở tỉnh Seine-et-Marne, thuộc vùng Île-de-France ở miền bắc nước Pháp.

## Dân số
Người dân ở Fontenay-Trésigny được gọi là Trésifontains.
Điều tra dân số năm 1999, xã này có dân số là 4,620.